# Beth Madsen
Beth Anne Madsen, coniugata McNichol (Aspen, 12 marzo 1964), è un'ex sciatrice alpina statunitense.

## Biografia
Specialista delle prove tecniche, la Madsen ottenne il primo piazzamento in Coppa del Mondo l'11 marzo 1986 a Park City in slalom speciale (14ª) e l'anno dopo ai Mondiali di Crans-Montana 1987 fu 15ª nella combinata. Ai XV Giochi olimpici invernali di Calgary 1988, sua unica presenza olimpica, si classificò 11ª nello slalom speciale e 15ª nella combinata; ottenne l'ultimo piazzamento della sua attività agonistica il 6 marzo 1988 ad Aspen, con il 6º posto nello slalom speciale valido per la Coppa del Mondo che fu il suo miglior risultato nel circuito. Ha spostato l'allenatore della nazionale statunitense femminile Phil McNichol.

## Palmarès

### Coppa del Mondo
- Miglior piazzamento in classifica generale: 60ª nel 1988

### Campionati statunitensi
- 3 medaglie (dati parziali):
  - 2 ori (slalom gigante, combinata[2] nel 1986)
  - 1 argento (slalom gigante[1][3] nel 1987)